# Takamitsu Tomiyama
Takamitsu Tomiyama (富山 貴光 Tomiyama Takamitsu?, Tochigi, 26 de diciembre de 1990) es un futbolista japonés que juega como delantero en el Omiya Ardija de la J2 League.

## Trayectoria

### Clubes
| Club                         | País  | Año       |
| ---------------------------- | ----- | --------- |
| Omiya Ardija                 | Japón | 2013-2015 |
| Sagan Tosu                   | Japón | 2016-2017 |
| Albirex Niigata (cedido)     | Japón | 2017      |
| Omiya Ardija                 | Japón | 2018-     |
| Giravanz Kitakyushu (cedido) | Japón | 2021      |

## Estadística de carrera

### J. League
| Club            | Año   | J. League | J. League | Copa J. League | Copa J. League | Total | Total |
| Club            | Año   | Part.     | Goles     | Part.          | Goles          | Part. | Goles |
| --------------- | ----- | --------- | --------- | -------------- | -------------- | ----- | ----- |
| Omiya Ardija    | 2013  | 26        | 3         | 4              | 1              | 30    | 4     |
| Omiya Ardija    | 2014  | 15        | 0         | 5              | 0              | 20    | 0     |
| Omiya Ardija    | 2015  | 12        | 1         | -              | -              | 12    | 1     |
| Sagan Tosu      | 2016  | 25        | 5         | 5              | 1              | 30    | 6     |
| Sagan Tosu      | 2017  | 8         | 0         | 5              | 3              | 13    | 3     |
| Albirex Niigata | 2017  | 5         | 0         | 0              | 0              | 5     | 0     |
| Total           | Total | 91        | 9         | 19             | 5              | 110   | 14    |